# Pičín

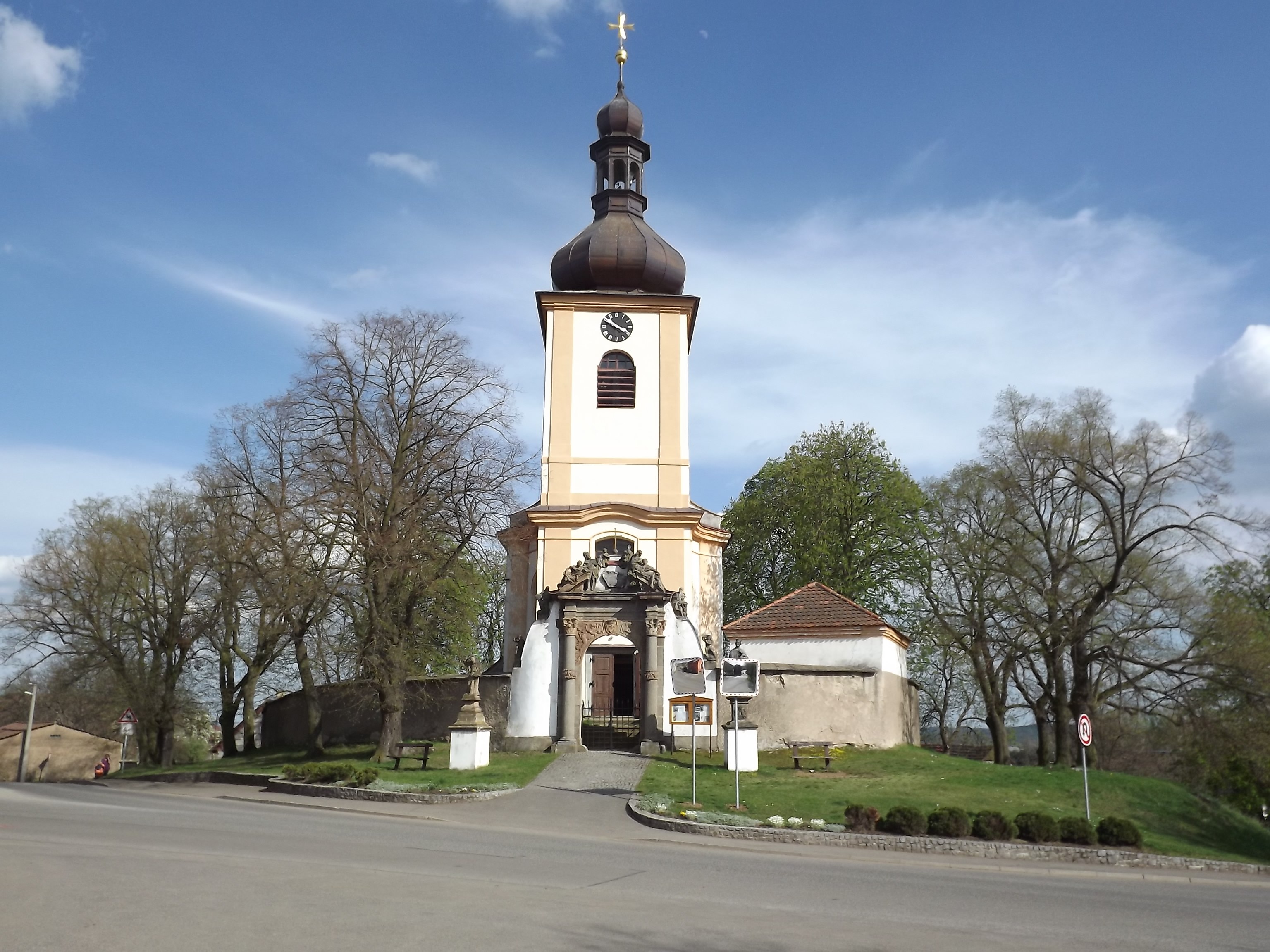
Kirche Mariä Himmelfahrt

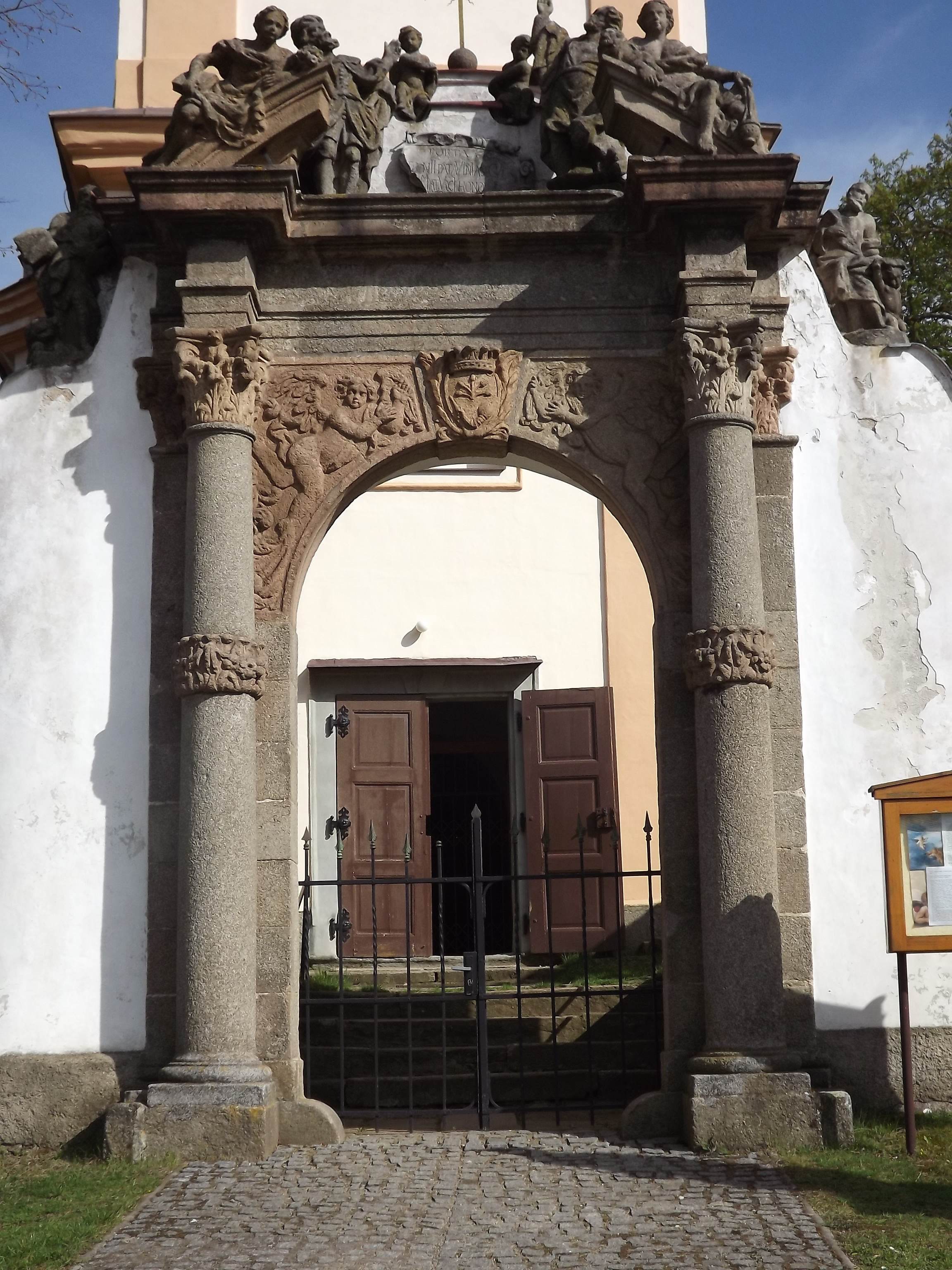
Barockes Friedhofstor

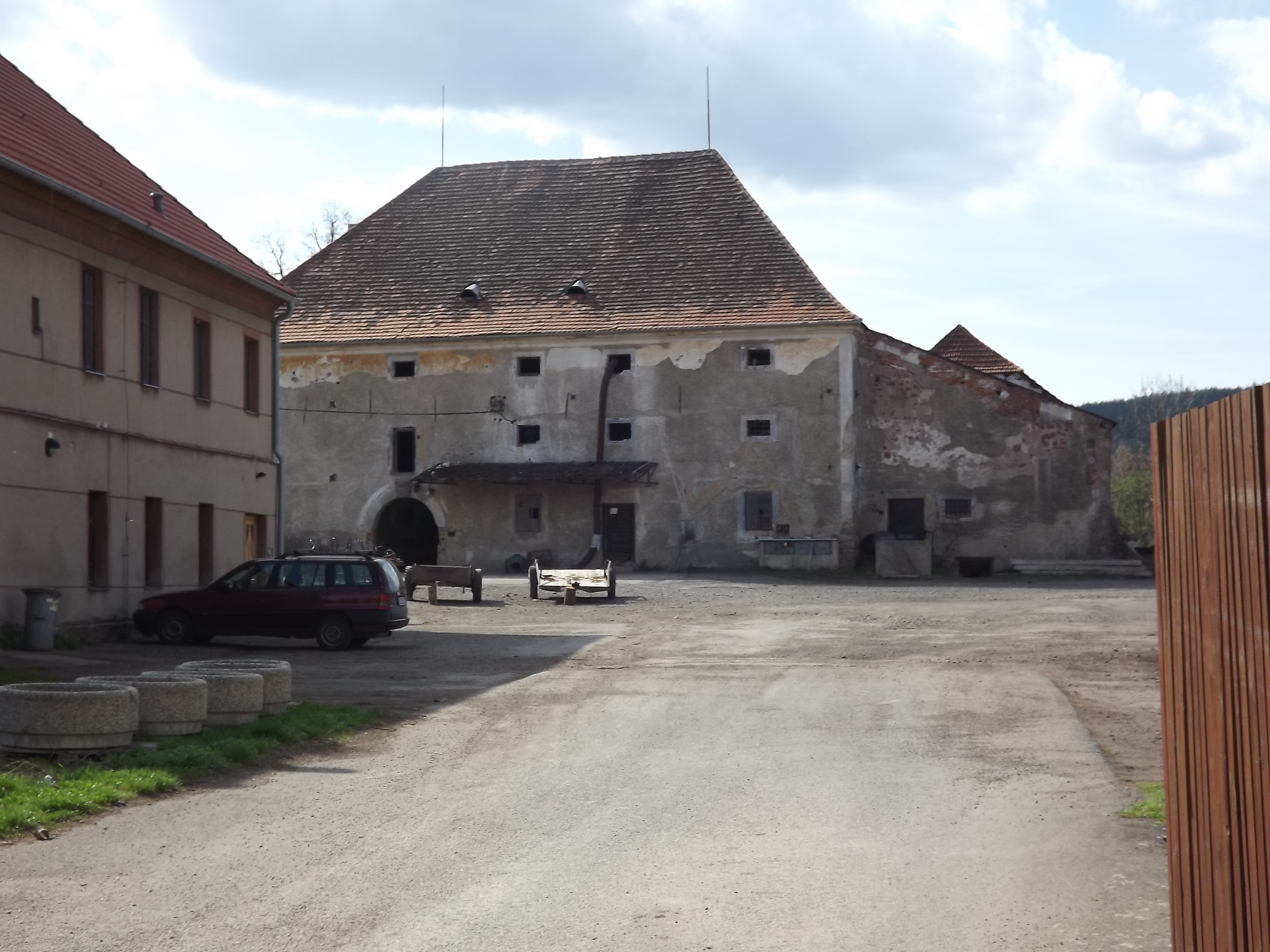
Feste Pičín, links das Pfarrhaus

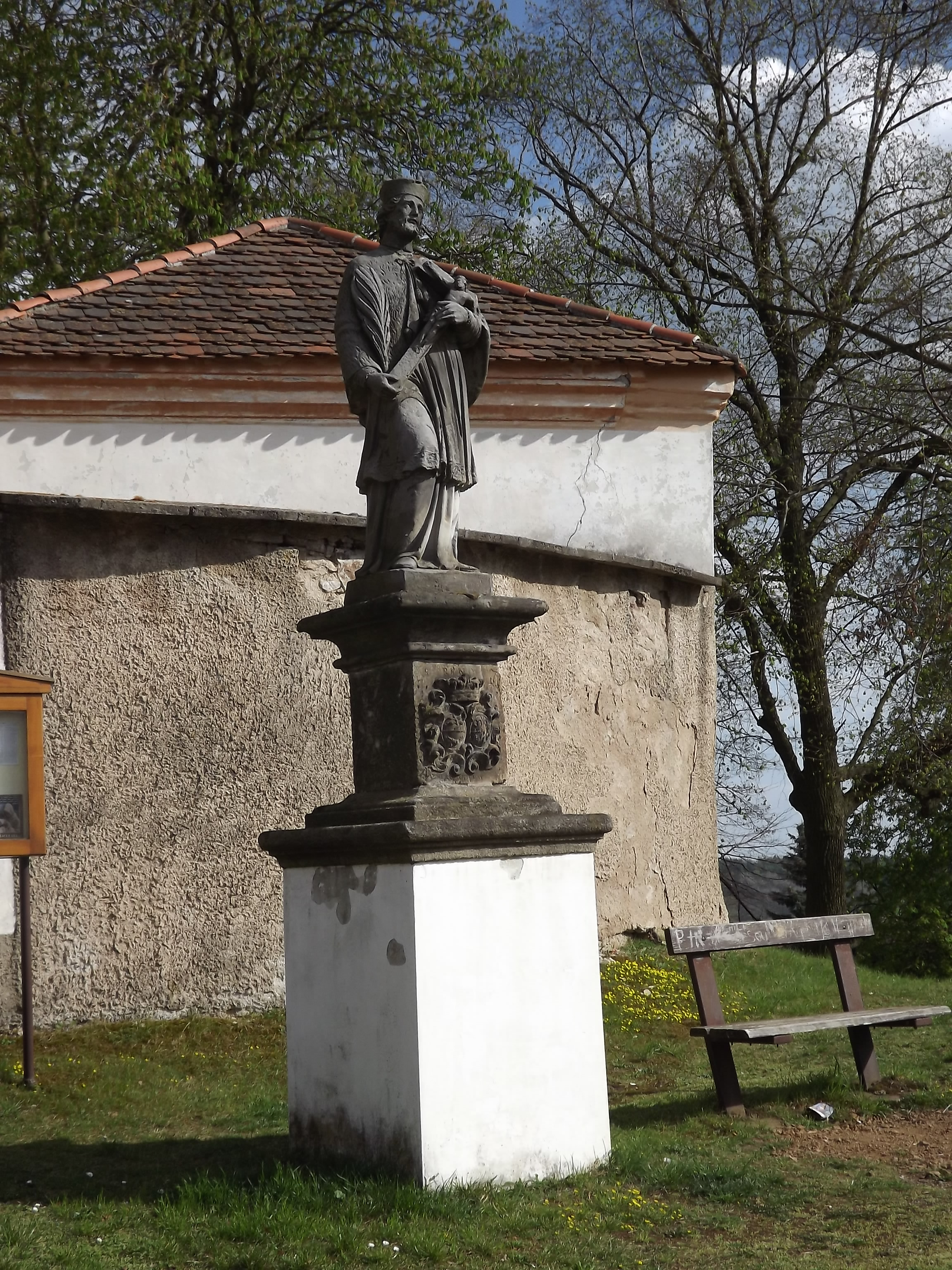
Statue des hl. Johannes von Nepomuk

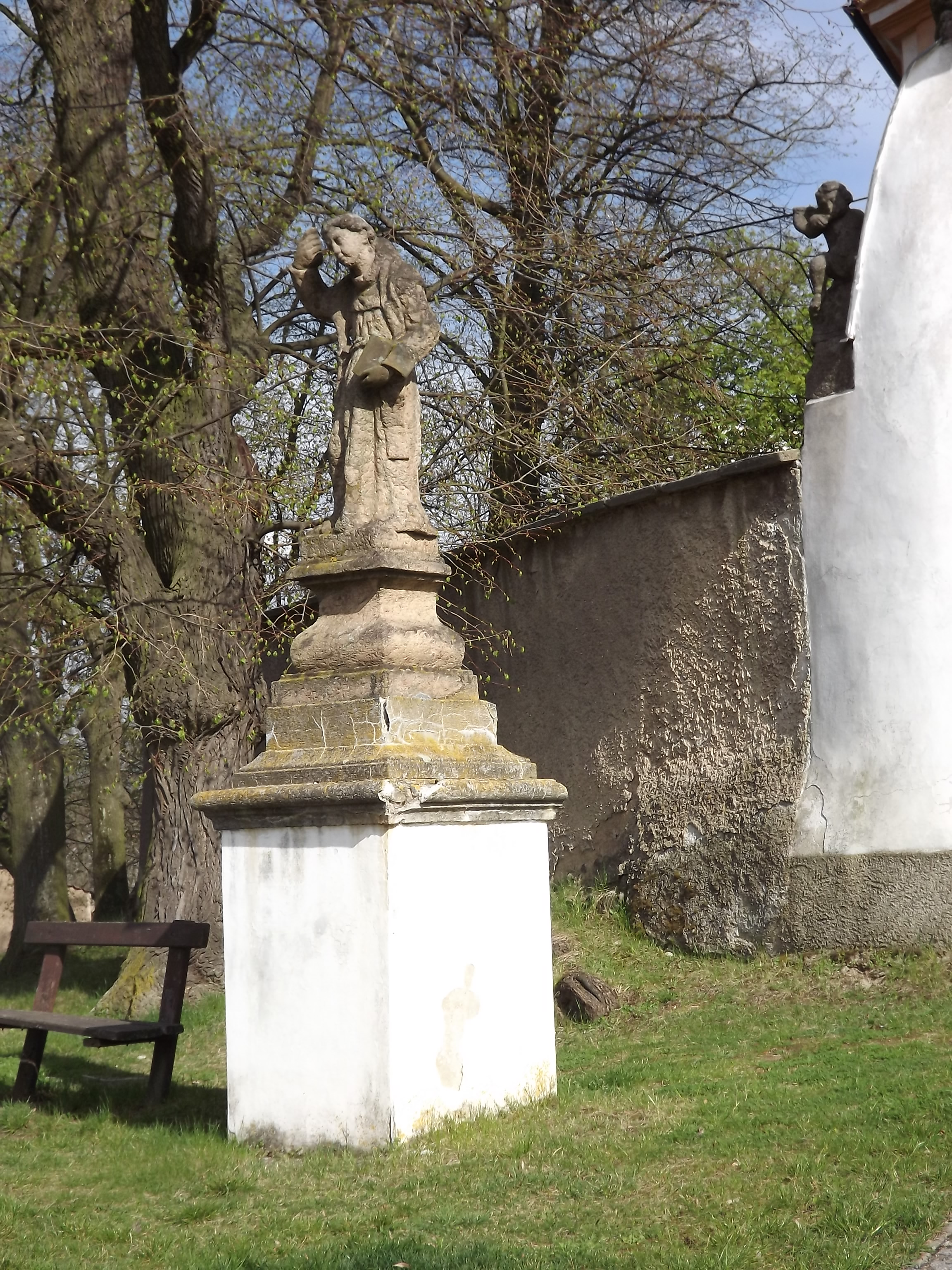
Statue des hl. Antonius von Padua

Pičín (deutsch Pitschin) ist eine Gemeinde in Tschechien. Sie liegt sieben Kilometer nordöstlich des Stadtzentrums von Příbram und gehört zum Okres Příbram.

## Geographie
Pičín befindet sich am südlichen Fuße der Hřebeny (Brdykamm) in der Dobříšská pahorkatina (Dobrischer Hügelland). Das Dorf liegt am Oberlauf des Baches Kotenčický potok, der in Pičín in den Teichen Příkop und Antonín angestaut wird. Nördlich erheben sich die Lhotka (543 m n. m.), der Holý vrch (632 m n. m.), der Provazec (639 m n. m.), der Písek (691 m n. m.) und der Malý vrch (628 m n. m.), im Nordosten die Kuchyňka (636 m n. m.) und der Kouty (507 m n. m.), östlich der Kamenný vrch (486 m n. m.) und der Sedlo (471 m n. m.), im Südosten der Katov (487 m n. m.), südlich der Kosovec (505 m n. m.), im Südwesten die Dráska (527 m n. m.) sowie nordwestlich der Malý Chlum (591 m n. m.). Im Norden liegt das Wildgehege Lhotka.
Nachbarorte sind Chlum und Vršek im Norden, Buková u Příbramě, Vršek und Rosovice im Nordosten, Kamenný Dvůr und Obořiště im Osten, U Kostinků, Kotenčice, Dlouhá Lhota und Suchodol im Südosten, Líha, Občov und U Budských im Süden, Skorotín, Drátovna, Trhové Dušníky und Kardavec im Südwesten, Loudilka, Zděný Mlýn, Bratkovice und Hluboš im Westen sowie Velcí, Jince, Čenkov, Běřín, Komorsko und Náves im Nordwesten.

## Geschichte
Das Gut Pičín gehörte einst zu den königlichen Gütern und wurde durch König Ottokar II. Přemysl den Bavor von Strakonitz überlassen. Die erste schriftliche Erwähnung des Dorfes Pičín mit Kirche und Pfarrei erfolgte 1289 als Besitz Bavors II. von Strakonitz. Dessen Sohn Wilhelm von Strakonitz verzichtete 1320 auf das Kirchpatronat und überließ es der Malteserkommende Strakonitz. Später schenkten die Bavor von Strakonitz auch das Gut Pičín dem Malteserorden, der es bis 1373 besaß. Zu dieser Zeit wurde die Feste zum Herrensitz; ab 1373 gehörte sie dem Slavimír von Pičín, nachfolgender Besitzer war ab 1393 Albert von Pičín. Ab 1410 besaß Beneš von Hořovice und Rabštejn das Gut Pičín. Die erste schriftliche Erwähnung der Feste Pičín erfolgte 1473 als Besitz des Peter Kořenský von Terešov. Dieser verkaufte Pičín vor 1493 an Ulrich Bechinie von Lazan. Dieser begründete die Pitschiner Familienlinie, die das Gut über mehrere Generationen hielt. Im Zuge der Erbteilung unter Ulrichs zahlreichen Söhnen wurde Dlouhá Lhota 1515 als landtäflisches Gut von Pičín abgetrennt. Ab 1537 gehörte Pičín dem Oberstlandschreiber Johann Bechinie von Lazan († 1547) und ab 1554 dem königlichen Unterkämmerer Peter Bechinie von Lazan († 1561). 1571 erwarb der Hauptmann der Prager Neustadt Adam Mucha von Buková das Gut Pičín. Später gelangte Pičín wieder an die Herren Bechinie von Lazan. 1592 vererbte Juliane Borowska von Lazan ihre Güter Bukowa, Wobecnitz, Deutsch Lhota, Pitschin, Rosowitz und Kotentschitz ihrer Tochter Ludmilla. Zu den nachfolgenden Besitzern gehörten der Hauptmann des Podbrder Kreises, David Bechinie von Lazan († 1611) und Nikolaus Bechinie von Lazan. Nach der Schlacht am Weißen Berg wurden 1623 die Güter des Nikolaus Bechinie von Lazan wegen seiner Beteiligung am Ständeaufstand konfisziert. Später wurde er begnadigt und erhielt seinen Besitz zurück. 1627 verkaufte er die Herrschaft an Wenzel Dubsky von Wittenau (Václav Dubský z Vitiněvsi). Zwischen 1689 und 1691 gründete Johann Ferdinand Dubsky von Wittenau in der Nähe der Kirche ein Kloster mit einer Kapelle des hl. Antonius von Padua. Bis 1714 gehörte Pitschin zum Podbrder Kreis, danach wurde es Teil des Berauner Kreises. Die Familie Dubsky von Wittenau hielt das Gut Pitschin bis zum Jahre 1740. Anschließend erwarb Karl Bechinie von Lazan auf Hlubosch das Gut, das er jedoch bereits 1741 an die Freiherren Hochberg von Hennersdorf verkaufte. Diese erwarben in den 1770er Jahren auch das Gut Hlubosch und schlossen beide Güter zur Herrschaft Hlubosch zusammen. Das Kloster Pitschin wurde 1786 im Zuge der Josephinischen Reformen aufgehoben, seine Gebäude wurden später abgebrochen. Mit kaiserlicher Bewilligung ließ Anton Hochberg von Hennersdorf die Herrschaft am 30. November 1816 in einer Lotterie ausspielen. Das große Los zog dabei ein Wiener Bürger, der die Herrschaft anschließend an Otto Victor I. von Schönburg-Waldenburg verkaufte. 1826 veräußerte Fürst Otto Victor die Herrschaft an seine Schwägerin Louise Fürstin zu Schönburg-Hartenstein, geborene von Schwarzenberg, die Ehefrau seines Bruders Eduard. Im Jahre 1835 verkaufte Fürstin Louise die Herrschaft Hlubosch an den ehemaligen Gouverneur des preußischen Fürstentums Neuenburg, Ludwig von Pourtalès.
Im Jahre 1846 umfasste das Gut Pitschin eine Nutzfläche von 3052 Joch 309 Quadratklafter. Das Dorf Pitschin bzw. Pičjn bestand aus 67 Häusern mit 569 Einwohnern, darunter einer jüdischen Familie. Unter dem Patronat des Malteser-Grandpriorats standen die Pfarrkirche Mariä Geburt, die Pfarrei und die Schule. Im Ort gab es außerdem ein Wirtshaus. Das alte Schloss war zu einem Schüttboden umfunktioniert. Abseits lag der obrigkeitliche Meierhof Nawes (Náves) mit einer Schäferei. In Pitschin befand sich eines der drei Forstreviere der Herrschaft, das eine Fläche von 797 Joch 521 Quadratklafter bewirtschaftete.
Pitschin war Pfarrort für Teutsch-Pasek, Bukowa, Kotentschitz, Lyha, Občow, Dubenetz, Suchodol, Skalka sowie 43 Häuser von Rossowitz. Bis zur Mitte des 19. Jahrhunderts blieb Pitschin der Herrschaft Hlubosch untertänig.
Nach der Aufhebung der Patrimonialherrschaften bildete Pičín / Pitschin ab 1850 mit dem Ortsteil Žírovy eine Gemeinde im Gerichtsbezirk Příbram. Ab 1868 gehörte die Gemeinde zum Bezirk Příbram. Im Jahre 1932 lebten in Pičín (mit Žirovy) 454 Personen. Seit 2011 führt die Gemeinde ein Wappen und Banner.

## Gemeindegliederung
Für die Gemeinde Pičín sind keine Ortsteile ausgewiesen. Grundsiedlungseinheiten sind Pičín (Pitschin), Vršek und Žírovy (Schirow). Zu Pičín gehören außerdem die Ansiedlung Chlum und die Einschicht Hřebeny.

## Sehenswürdigkeiten
- Die Kirche Mariä Himmelfahrt wurde wahrscheinlich im 13. Jahrhundert inmitten des Dorfes auf einem Hügel errichtet und 1320 der Malteserkommende Strakonice überlassen. Im 18. Jahrhundert erfolgte an der Westseite der Anbau des Turmes und der Chorempore. Im Presbyterium sind Reste gotischer Wandgemälde aus den 1340er Jahren erhalten, auf denen die Geißelung Christi und die Hölle dargestellt werden. Die Kirche bildete die letzte Ruhestätte zahlreicher Angehöriger der Pitschiner Linie der Bechinie von Lazan. Um die Kirche befand sich der Friedhof.
- Alter Friedhof, er wird von einer Mauer umgeben. Der Eingang zum Friedhof erfolgte durch ein barockes Säulenportal aus dem Jahre 1691 mit dem Wappen der Dubsky von Wittenau, das sich ursprünglich im Kloster Pičín befand und nach dessen Aufhebung an den Friedhofseingang versetzt wurde. Zu Seiten des Eingangs zur Kirche stehen die 1708 geschaffenen Statuen der hll. Johannes von Nepomuk und Antonius von Padua, die ursprünglich im Kloster gestanden waren.
- Feste Pičín, gegenüber der Kirche am Ufer des Teiches Příkop auf dem Areal eines Landwirtschaftsbetriebes. Sie wurde wahrscheinlich im 13. Jahrhundert errichtet und 1473 erstmals schriftlich erwähnt. Im 16. Jahrhundert ließen die Bechinie von Lazan die Feste im Renaissancestil umbauen und auf zwei Geschosse erhöhen. Nach dem Umbau wurde die Feste auch als Schloss bezeichnet. Die quadratische Anlage mit asymmetrisch angeordneter Durchfahrt verlor nach der Vereinigung des Gutes Pičín mit dem Gut Hluboš ihre Bedeutung als Herrensitz und wurde im 18. Jahrhundert zum Speicher umgebaut.
- Pfarrhaus, neben der Feste
- Naturreservat Kuchyňka mit Resten des ursprünglichen Schuttwaldes am gleichnamigen Berg im Brdy
- Ausstellung Pohádková země (Märchenland) mit Figuren von Vítězslava Klimková[6]